# 塚本嘉寿
塚本 嘉寿（塚本嘉壽、つかもと よしひさ、1943年5月26日- ）は、日本の心理学者、埼玉大学名誉教授。
東京生まれ。1967年一橋大学社会学部卒、1971年京都大学大学院教育学研究科博士課程中退。1971年愛知教育大学保健管理センター講師、1974年同教育学部助教授、1976年埼玉大学教養部助教授、1986年教授、1995年教養学部教授。2009年定年、名誉教授。専攻は異常心理学。

## 著書
- 『漱石、もう一つの宇宙 病跡学的アプローチ』新曜社 1994
- 『タンタロス・コンプレックス 否定性の深層心理』行路社 1994
- 『中国古典と漢字の精神病理学』勉誠出版 2009

### 翻訳
- R・D・レイン『経験の政治学』笠原嘉共訳 みすず書房 1973
- デーヴィッド・クーパー『家族の死』笠原嘉共訳 みすず書房 1978
- R.D.レイン『生の事実』笠原嘉共訳 みすず書房 1979
- A.ドゥ・ヴァーレン『精神病』橋本由美子共訳 みすず書房 1994